# Demonax marnei
Demonax marnei là một loài bọ cánh cứng trong họ Cerambycidae.